# Aloe carnea

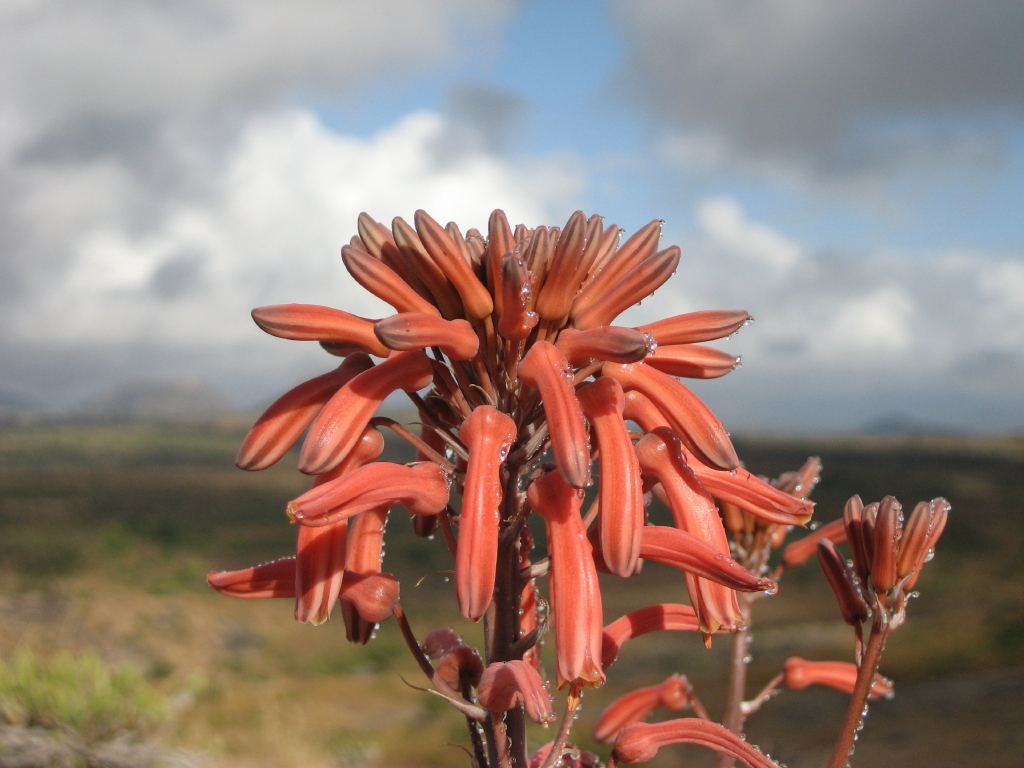
Blüten

Aloe carnea ist eine Pflanzenart der Gattung der Aloen in der Unterfamilie der Affodillgewächse (Asphodeloideae). Das Artepitheton carnea stammt aus dem Lateinischen, bedeutet ‚fleischig‘ und verweist auf die Blütenfarbe.

## Beschreibung

### Vegetative Merkmale
Aloe carnea wächst stammlos oder stammbildend, einzeln oder in kleinen Gruppen. Der Stamm erreicht eine Länge von etwa 20 Zentimeter und ist mit den Resten toter Laubblätter bedeckt. Die eiförmig-lanzettlichen Laubblätter bilden eine dichte Rosette. Die  Blattspreite ist etwa 30 Zentimeter lang und 6 bis 10 Zentimeter breit. Die spitzennahen 10 Zentimeter vertrocknen bald. Die Blattoberseite ist glänzend dunkel gräulichgrün und mit auffallenden, verlängerten, weißlichen Flecken besetzt, die zur Basis hin häufig in Querbändern angeordnet sind. Die hell milchgrüne Unterseite weist keine Flecken auf und ist insbesondere in der Nähe des Randes mehr oder weniger liniert. Der hornige, häufig rötlich braune  Blattrand ist glatt. Die stechenden, dunkel rotbraunen Zähne am Blattrand sind etwa 6 Millimeter lang und stehen 8 bis 12 Millimeter (selten bis 15 Millimeter) voneinander entfernt. Der Blattsaft ist trocken gelb.

### Blütenstände und Blüten
Der Blütenstand besteht aus sechs bis zwölf (selten bis 15) Zeigen, von den die untersten manchmal zusätzlich verzweigt sind, und erreicht eine Länge von 0,7 bis 2 Meter. Die dichten, an ihrer Basis lockereren, kopfigen Trauben sind 3 bis 5 Zentimeter lang und etwa 7 Zentimeter breit. Die linealisch-lanzettlichen Brakteen weisen eine Länge von 8 bis 12 Millimeter auf und sind 2,5 Millimeter breit. Die trüb hellkorallenrosafarbenen (fleischfarbenen) Blüten stehen an 18 bis 28 Millimeter langen Blütenstielen. Ihre Zipfelränder sind an der Basis weißlich. Die Blüten sind 25 bis 30 Millimeter lang. Auf Höhe des Fruchtknotens weisen sie einen Durchmesser von 6 bis 7 Millimeter auf. Darüber sind sie abrupt verengt und dann zur Mündung hin erweitert. Ihre äußeren Perigonblätter sind auf einer Länge von 10 Millimeter nicht miteinander verwachsen. Die Staubblätter und der Griffel ragen kaum aus der Blüte heraus.

## Systematik und Verbreitung
Aloe carnea ist in Simbabwe meist auf felsigem Grund, in Gras und offenem Brachystegia-Waldland in Höhenlagen von 900 bis 1375 Metern verbreitet. 
Die Erstbeschreibung durch Susan Carter wurde 1996 veröffentlicht.

## Nachweise